# جونا آیونگا
جونا آیونگا (انگلیسی: Jonah Ayunga؛ زادهٔ ۲۴ مهٔ ۱۹۹۷) بازیکن فوتبال اهل بریتانیا است.
از باشگاه‌هایی که در آن بازی کرده‌است می‌توان به باشگاه فوتبال پول تاون، باشگاه فوتبال اسلایگو راورز، باشگاه فوتبال برجس هیل تاون، باشگاه فوتبال هاوانت و واترلوویل، باشگاه فوتبال بریستول راورز، و باشگاه فوتبال ساتون یونایتد اشاره کرد.